# St.-Johannes-Paul-II.-Kirche (Burkat)
Die St.-Johannes-Paul-II.-Kirche in Burkat (deutsch Borchersdorf) ist ein neugotisches Bauwerk aus der Mitte des 19. Jahrhunderts. Bis 1920 war sie  Gotteshaus für das evangelische Kirchspiel Borchersdorf in der Kirche der Altpreußischen Union (Kirchenprovinz Ostpreußen), danach  innerhalb der Unierten Evangelischen Kirche in Polen und bis 2005 innerhalb der Evangelisch-Augsburgischen Kirche in Polen. Heute ist sie eine römisch-katholische Pfarrkirche im polnischen Bistum Toruń (Thorn).

## Geographische Lage
Burkat liegt im Südwesten der polnischen Woiwodschaft Ermland-Masuren wenige Kilometer nordwestlich der Kreisstadt Działdowo (deutsch Soldau). Durch den Ort verläuft die Woiwodschaftsstraße 542, und er ist Bahnstation an der Bahnstrecke Danzig–Warschau. Die Kirche steht an der Hauptstraße an der Ecke zur Straße nach Płośnica (Heinrichsdorf).

## Kirchengebäude
Eine erste Kirche in Borchersdorf wurde im 14. oder 15. Jahrhundert vom Deutschen Orden errichtet. Sie soll kriegerischen Auseinandersetzungen zum Opfer gefallen sein. Auf ihrem Fundament wurde ein neues Gotteshaus erbaut, das im Zuge der Reformation in Ostpreußen von der evangelisch-lutherischen Konfession übernommen wurde.
Im Jahre 1822 wurde diese Kirche – oder bereits ein Nachfolgebau – aus Holz wegen totalen Verfalls baupolizeilich geschlossen. Im Jahr darauf folgte der Abriss. Wohl dem Entgegenkommen des Königs, unter dessen Patronat die Kirche stand, ist es zu verdanken, dass man 1854 einen Neubau in Angriff nehmen konnte. Es entstand ein unverputzter und auch turmloser Feldsteinbau mit Ziegelfüllung. Auf die beiden Staffelgiebel wurden Türmchen aufgesetzt. Der Bau stand unter der Leitung von Bauunternehmer Appolt aus Soldau (polnisch Działdowo) und wurde an Pfingsten (11./12. Mai) 1856 eingeweiht.
Die Kircheninnenausstattung wurde in neugotischem Stil gehalten. Überdacht war das Kircheninnere mit einer einfachen Holzdecke, die mit bunten Mustern verziert war. Im Chor befand sich ein Rippengewölbe. Den Altar zierte ein Bild des „Christus am Ölberg“. Aus der alten Kirche wurden zwei Glocken übernommen, ebenso ein silberner Abendmahlskelch und eine Patene. Die Orgel wurde 1858 von der Orgelbauwerkstatt Rohn in Wormditt (polnisch Orneta) gebaut.
Eine gründliche Renovierung erhielt die Kirche im Jahre 1933. Bis 2005 war sie evangelisches Gotteshaus: innerhalb der Kirche der Altpreußischen Union, der Unierten Evangelischen Kirche in Polen sowie die Evangelisch-Augsburgische Kirche in Polen. Danach wurde sie der Römisch-katholischen Kirche übereignet, die sie als Filialkirche von Działdowo einstufte und sie Mariä Geburt sowie der Hl. Dreifaltigkeit widmete. Mit Datum vom 1. August 2013 errichtete das Bistum Toruń (Thorn) hier eine eigene Pfarrei unter dem Patrozinium des Hl. Papst Johannes Paul II.

## Kirchengemeinde
Eine Gemeinde wurde in Borchersdorf bereits in vorreformatorischer Zeit gegründet. Mit der Reformation übernahm sie das evangelisch-lutherische Bekenntnis.

### Evangelisch

#### Kirchengeschichte

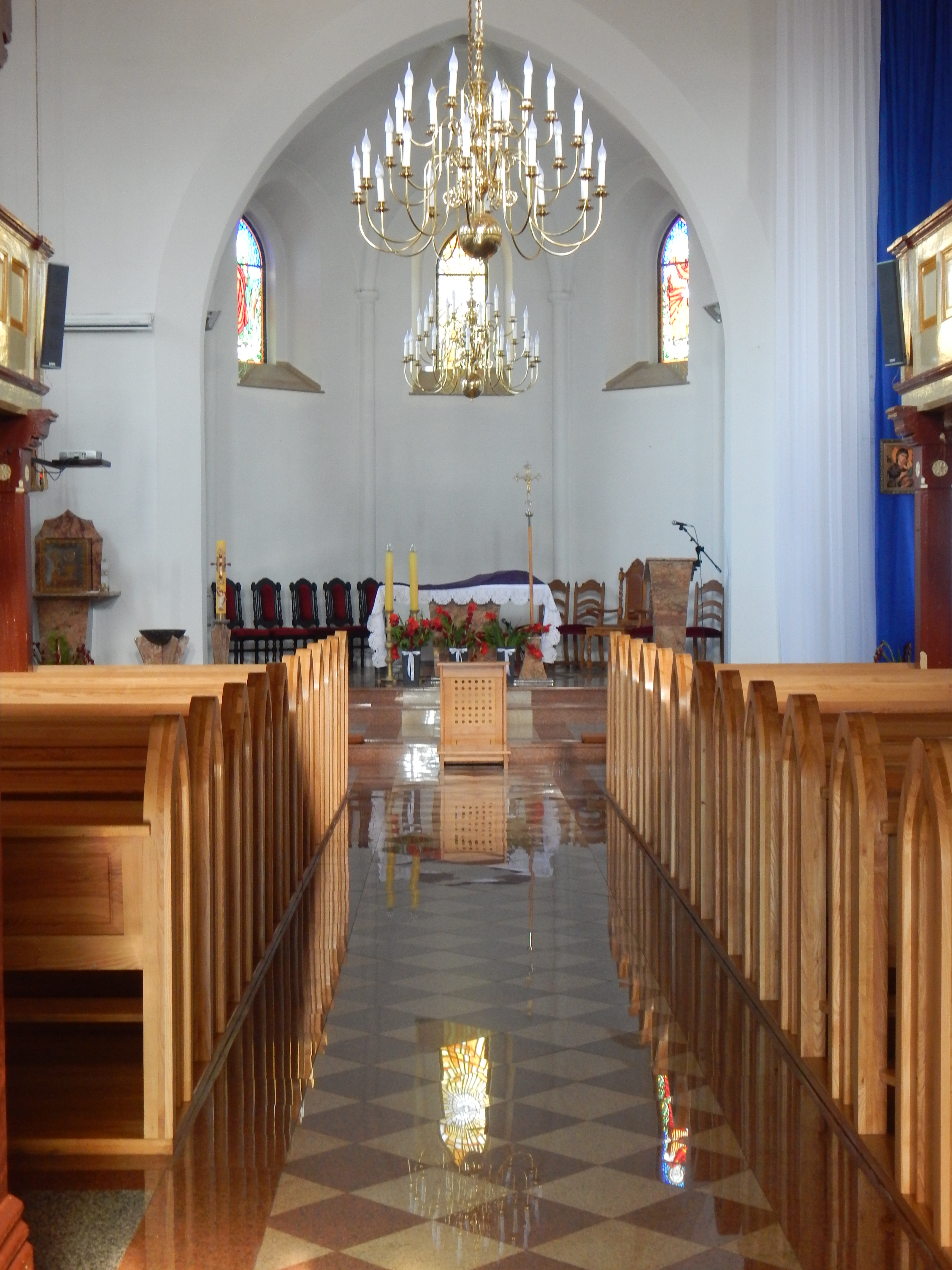
Innenansicht Kirche Burkat

Eine evangelische Gemeinde hatte sich 1541 in Borchersdorf konstituiert. Zunächst bis 1823 amtierten hier evangelische Geistliche, die in der Zeit des Verlustes der Dorfkirche bis 1888 durch Pfarrer aus Soldau ersetzt wurden. 1554/67 gehörte die Kirchengemeinde zum Bistum Pomesanien, 1720/25 zum Amt Soldau, 1789 zur Kirchenprovinz Oberland und 1854 zum Kirchenkreis Neidenburg (polnisch Nidzica) in der Kirchenprovinz Ostpreußen der Kirche der Altpreußischen Union. Am 1. Oktober 1910 kam Borchersdorf zu dem neu gebildeten Kirchenkreis Soldau, der allerdings verwaltungstechnisch mit dem Neidenburger verbunden blieb.
Aufgrund des Versailler Vertrags von 1919 wurde das Soldauer Gebiet an Polen abgetreten. Die Kirche Borchersdorf kam als „Kościół w Burkacie“ zur neu entstandenen Diözese Działdowo in der Unierten Evangelischen Kirche in Polen. Nach Wiedereingliederung in das Deutsche Reich war sie bis 1945 als „Kirche Borchersdorf“ wieder an den Kirchenkreis Neidenburg angebunden.
Als 1945 in Kriegsfolge das gesamte südliche Ostpreußen an Polen fiel, wurde die Kirche Burkat in die Evangelisch-Augsburgische Kirche in Polen übernommen. Die Gemeinde vor Ort verfiel und wurde an Działdowo angehängt. Das Kirchengebäude ging in das Eigentum der römisch-katholischen Kirche über. Burkat wurde ein Kirchspielort der Pfarrei Działdowo, der auch noch die Filialkirche in Lidzbark (Lautenburg) untersteht. Sie ist Teil der Diözese Masuren in der Evangelisch-Augsburgischen Kirche in Polen.

#### Kirchspielorte (bis 1945)
Zum evangelischen Kirchspiel Borchersdorf gehörten bis 1945 neben dem Pfarrdorf die Orte:
| Deutscher Name | Polnischer Name |  | Deutscher Name | Polnischer Name |
| -------------- | --------------- |  | -------------- | --------------- |
| Fylitz         | Filice          |  | Niostoy        | Niestoja        |
| Klenzkau       | Klęczkowo       |  | Skurpien       | Skurpie         |

#### Pfarrer (bis 1945)
An der Kirche zu Borchersdorf amtierten bis 1945 als evangelische Geistliche die Pfarrer:
- Simon Alector, bis 1541
- Matthias Aurifaber, 1559/1578
- Johann Biehn, 1589/1596
- Valentin Petri, 1586/1603
- Balthasar Fraciskus, 1603–1617
- Christoph Lupinski, 1620–1632
- Johann Gallsius, 1661–1720
- Samuel Gallasius, 1716–1720
- Augustin Crasiewski, 1752–1766
- Jacob Bartickowski, 1766–1777
- Matthias Krasiewski, 1778–1806
- Christoph Dopatka, 1809–1823
- [1823 bis 1888: von Soldau aus betreut]
- Gustav Adolf Gerß, 1888–1891
- Karl Adrian E. Grundies, 1891–1895
- Gustav Johannes Willamowski, 1895–1924
- Isidor Dost, 1924–1937
- Albert Baron, 1938–1944

### Römisch-katholisch

#### Pfarrei
Vor 1945 lebten zahlenmäßig nur wenige Angehörige der römisch-katholischen Kirche in der Region Borchersdorf. Sie gehörten zur Pfarrei St. Adalbert in Soldau (polnisch Działdowo). Nach 1945 siedelten sich hier viele Neubürger an, die meisten von ihnen katholischer Konfession. Weiterhin von ihrer Soldauer Pfarrei aus betreut sammelte sich um 2000 eine relativ große Gemeinde, die die Übernahme des bisher evangelischen Gotteshauses möglich machte. Es sollte nur acht Jahre dauern, bis das Bistum Toruń hier eine selbständige Pfarrei errichtete: benannt nach St. Johannes Paul II. und dem Dekanat Działdowo in der Region Brodnica zugeordnet.

#### Pfarreiorte
Zur Pfarrei Burkat gehören:
| Polnischer Name | Deutscher Name |  | Polnischer Name | Deutscher Name |
| --------------- | -------------- |  | --------------- | -------------- |
| Burkat          | Borchersdorf   |  | Krasnołąka      | Schönwiese     |
| Filice          | Fylitz         |  | Pożary          | Posaren        |
| Klęczkowo       | Klenzkau       |  | Wilamowo        | Wilmsdorf      |